# هانده دوغان دمير
هاندا دوغان ديمير (بالتركية: Hande Doğandemir)‏ (22 نوفمبر 1985 في أنقرة - )؛ ممثلة تلفزيونية سينمائية، ومقدمة برامج تركية. درست علم الاجتماع في كلية الآداب بجامعة أنقرة، حيث تخرجت منها. تتقن الفرنسية والإنجليزية إضافة إلى لغتها الأم التركية. كانت على علاقة بالممثل المشهور بوراك اوزجيفيت لكنهما انفصلا بعد 5 سنوات.

## أعمالها
| السنة   | العنوان                             | الدور                | ملاحظات                               |
| ------- | ----------------------------------- | -------------------- | ------------------------------------- |
| 2010    | كهرمانلار                           | زينب كيهان           | مسلسل تلفزيوني                        |
| 2010    | كسكين بِتشاك                         | آصلى كاراآغاتش       | مسلسل تلفزيوني                        |
| 2010    | آتاساي                              | بصفتها الشخصية       | إعلان تلفزيوني                        |
| 2011–12 | سن ده غيتمه                         | آصلى                 | مسلسل تلفزيوني                        |
| 2011–13 | هاتيرلار مِسِنِز؟                      | بصفتها الشخصية       | TV host-editor                        |
| 2012    | عبرتي عالم                          | إيبك شنوجاك          | مسلسل تلفزيوني                        |
| 2012    | Eti Browni Intense                  | بصفتها الشخصية       | إعلان تلفزيوني                        |
| 2012    | بويله بيتمسين                       | جيلان آغالي          | مسلسل تلفزيوني - نجمة شرف             |
| 2013    | ليلى ومجنون                         | شانس                 | مسلسل تلفزيوني - نجمة شرف             |
| 2013    | شباط                                | ألم                  | مسلسل تلفزيوني - انضمت بعد الحلقة 22. |
| 2013    | غونشي بِكْلَرْكَن                        | زينب يلماز غوزل ساير | مسلسل تلفزيوني                        |
| 2014    | ليبتون                              | زينب يلماز           | إعلان تلفزيوني                        |
| 2015    | بانا مثال آنلاتما                   | آيبِري                | فيلم                                  |
| 2015    | راجون: آيلم إتشين                   | يامور                | مسلسل تلفزيوني                        |
| 2016    | هرشي آشكتان                         | بلين                 | فيلم                                  |
| 2016    | حياتمين آشكي                        | غوكتشه               | مسلسل تلفزيوني                        |
| 2017    | حريم السلطان: السلطانة كوسم (مسلسل) | ترخان خديجة سلطان    | مسلسل تلفزيوني - انضمت بعد الحلقة 57. |
| 2018    | جان كِرِكلاري                         | ليلى آك-غون دوغان    | مسلسل تلفزيوني                        |
| 2019–   | يوزلِشمه                             | مِثال - بوكِت          | مسلسل تلفزيوني                        |

## الجوائز
| سنة  | الجائزة                       | بصفتها     | العمل                    | نتيجة |
| ---- | ----------------------------- | ---------- | ------------------------ | ----- |
| 2013 | 3.Ege University Media Awards | أفضل ممثلة | غونشي بِكْلَرْكَن عن دور زينب | فوز   |
| 2013 | 3.Kristal Fare Media Awards   | أفضل ممثلة | غونشي بِكْلَرْكَن عن دور زينب | رُشِّح   |
| 2013 | 5.Ayaklı Gazete TV Awards     | أفضل ممثلة | غونشي بِكْلَرْكَن عن دور زينب | فوز   |

## روابط خارجية
- هانده دوغان دمير على موقع IMDb (الإنجليزية)
- هانده دوغان دمير على موقع روتن توميتوز (الإنجليزية)
- هانده دوغان دمير على موقع قاعدة بيانات الفيلم (الإنجليزية)